# Identical Twins, Roselle, New Jersey, 1967
Identical Twins, Roselle, New Jersey, 1967 (parfois identifiée en français sous le titre Jumelles identiques) est une photographie de la photographe américaine Diane Arbus, datant de 1967.

## Description

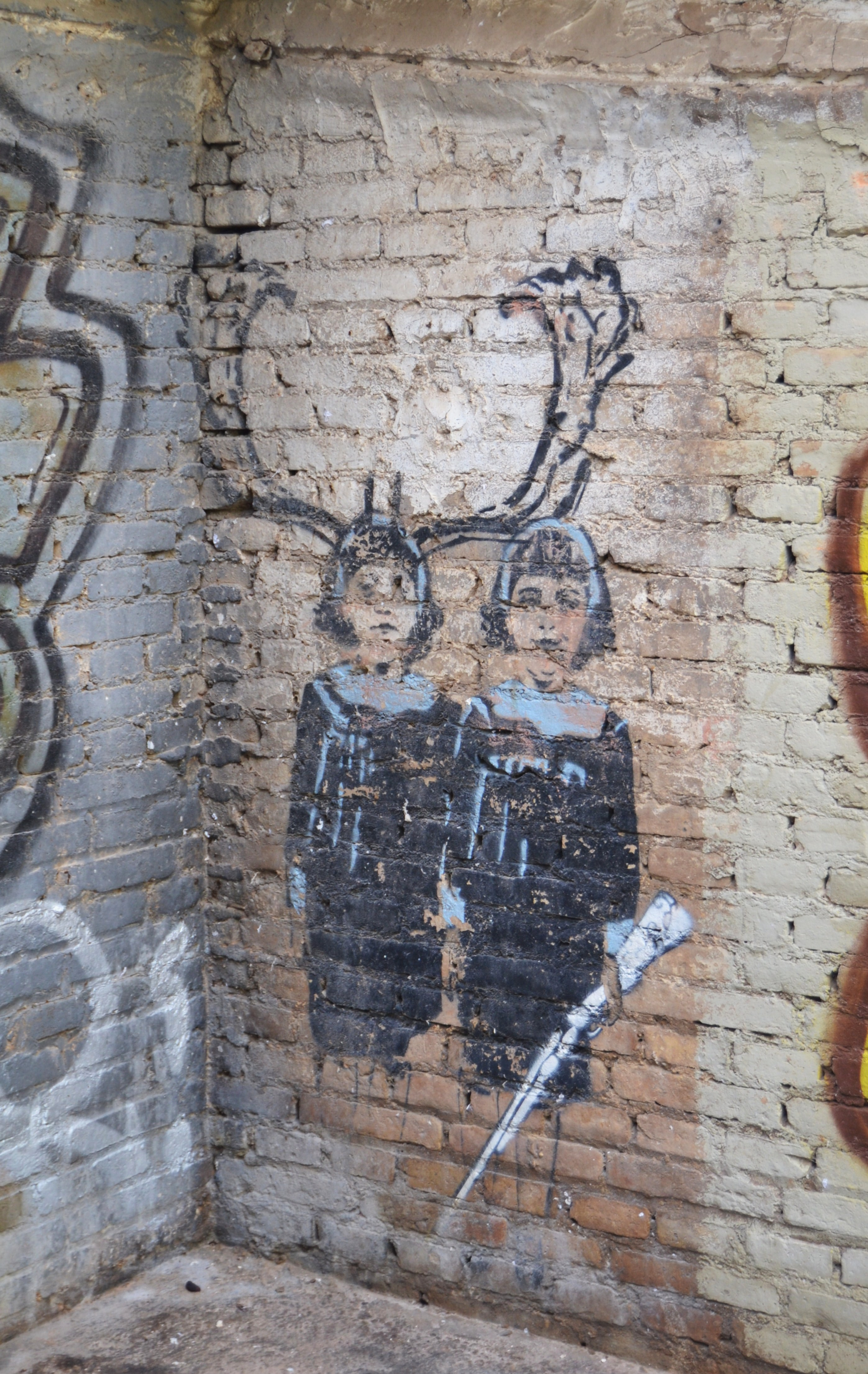
Graffiti parodiant la photographie Jumelles identiques à Valence en Espagne (2014).

Identical Twins représente des sœurs jumelles monozygotes, Cathleen et Colleen Wade, debout l'une à côté de l'autre. Elles sont âgées de sept ans lorsque Diane Arbus les repère lors d'une fête de Noël réservée aux jumeaux et triplés,.
Les jumelles sont vêtues de robes en velours côtelé assorties vertes mais qui semblent noires, de collants blancs et d'un bandeau blanc dans leurs cheveux noirs. Toutes deux fixent l'objectif avec des expressions faciales différentes, l'une sourit légèrement et l'autre fronce légèrement les sourcils,.
Comme le titre l'indique, la photo a été prise dans la salle des Chevaliers de Colomb, située à Roselle, dans le New Jersey. La photographe s'assure qu'une attention particulière soit accordée aux détails de la tenue des jumelles, qui démentent ou renforcent l'étrange suggestion de deux individus parfaitement identiques.

## Signification
Pour la biographe Patricia Bosworth, cette photographie résume la vision générale de Diane Arbus : « Elle était impliquée sur la question de l'identité. Qui suis-je et qui es-tu ? L'image des jumelles exprime le cœur de cette vision : la normalité dans l'étrangeté et l'étrangeté dans la normalité ».
La quête de la photographe sur l'identité atteint un point culminant avec cette image, avec la tension perceptible entre le fait que les jeunes filles sont à la fois jumelles et individuelles. Leur extrême proximité, l'uniformité de leurs vêtements et de leur coupe de cheveux soulignent leur lien étroit, tandis que les expressions faciales mettent fortement en évidence leur individualité.

## Héritage
La photographie Identical Twins a inspiré d'autres œuvres d'art. Elle est notamment évoquée dans le film d'horreur The Shining de Stanley Kubrick en 1980, qui met en scène deux sœurs dans une tenue et une pose similaires. Cette scène est reprise en 2023 dans le dessin animé Mon ami robot. Elle est brièvement évoquée dans le film Gummo d'Harmony Korine et dans un épisode de la série télévisée Psych : Enquêteur malgré lui, intitulé The Old and The Restless.
La photographie est présente dans le roman A Simple Favor de Darcey Bell, où elle se trouve accrochée au-dessus de la cheminée de la maison de l'un des personnages principaux.
En 2004, un tirage de la photographie est vendu chez Sotheby's à New York pour 478 000 $. Elle fait également partie d'un ensemble de portraits iconiques recréés par le photographe Sandro Miller, afin d'illustrer l'histoire de la photographie. Celui-ci utilise l'acteur américain, John Malkovich comme le protagoniste de chaque portrait,. En 2021, Identical Twins est sélectionnée dans l'ouvrage 100 œuvres culte à connaître quand on est féministe par le collectif Quoi de Meuf ?.